# Empis candida
Empis candida är en tvåvingeart som beskrevs av Rossi 1790. Empis candida ingår i släktet Empis och familjen dansflugor.
Artens utbredningsområde är Italien. Inga underarter finns listade i Catalogue of Life.